# Mancha registrada
Mancha registrada es el séptimo álbum de la banda argentina Super Ratones. Fue publicado en septiembre de 2000 y marcó el momento de mayor popularidad del grupo, cosechando premios y abriendo nuevas fronteras.
«En Mancha registrada —comentó en su momento el guitarrista y vocalista Mario Barassi— afianzamos un momento distinto en la parte musical que creamos en el anterior disco, Autopistas y túneles. La diferencia está en que si este era bastante melancólico, el nuevo es más extrovertido y tiene un camino muy firme».
La canción «Cómo estamos hoy…» se convirtió en uno de los mayores éxitos de 2000.

## Historia
Después del lanzamiento de Autopistas y túneles, el grupo pasó por unos meses de sequía creativa, hasta que en marzo de 1999 decidieron empezar a grabar demos o maquetas de algunas canciones. La primera que apareció fue «Como un fantasma». Al finalizar el año ya había más de sesenta canciones terminadas, de entre las cuales se seleccionaron los trece temas del disco. 
La grabación demandó tres meses de trabajo, entre marzo y mayo de 2000, hasta que finalmente el disco quedó terminado. La banda trabajó con Juanchi Baleirón (Los Pericos), quien produjo el álbum, tal como había sucedido con Autopistas y túneles.
La placa fue registrada en los estudios El Pie, El Santito y Robledo Sound Machine de la ciudad de Buenos Aires, con Eduardo Bergallo y Sebastián Perkal como ingenieros de grabación. El propio Bergallo realizó la mezcla (en El Pie) y la masterización (en Mr. Master).
El álbum cuenta con invitados como la sección de vientos de La Mosca, la percusión de Los Pericos, un cuarteto de cuerdas dirigido por Alejandro Terán y a Jorge Maronna (de Les Luthiers) en guitarra y Axel Krygier en piano y bandoneón.

"Ya estábamos llegando a los 30 y con experiencia vasta en aciertos y frustraciones. Así que fuimos más cuidadosos y meticulosos. Pero a la vez tomamos más riesgo artístico que nunca. Era el principio o el fin. Todo o nada. Y fue todo... por suerte (risas). Poder experimentar con la música, disfrutar las giras y los conciertos. Llevar la música a nuevos países y públicos".
José Luis Properzi

El disco fue lanzado por el sello EMI en la mayoría de los países de América Latina a finales de ese mismo año, y resultó ser uno de los más exitosos en la carrera de Super Ratones. Fue publicado en España, Estados Unidos, Puerto Rico, Uruguay, Paraguay, Colombia, Venezuela, Perú, Ecuador, México y Portugal.
La canción "Cómo estamos hoy..." fue originalmente rechazada por algunas radios de hits y por la Rock & Pop, aunque con el paso de los meses se convertiría en un enorme éxito. También fue ofrecida por el grupo para que Jorge Lanata la utilizara como cortina de su programa "Detrás de las noticias" y le gusto, así que empezó a sonar en el programa periodístico argentino más visto de ese momento. 

"La canción ‘Cómo estamos hoy’ se convirtió en un hit que superó todas las expectativas del momento; y luego el disco mismo, que al ser nominado al Grammy, nos abrió la puerta internacional a partir de 2001. Las canciones volvieron a sonar masivamente; ‘Decime qué te hicieron’ fue top 10 en las radios hispanas en Estados Unidos y número 1 en Puerto Rico, mientras seguíamos girando y sacando nuevos singles con videoclips que rotaban por radio y TV.".
Mario Barassi

Con Mancha registrada, los Super Ratones realizan sus primeros conciertos en España. La primera visita del grupo a la península ibérica fue en el verano de 2001, acompañando como teloneros a sus amigos de La Mosca.
Esos conciertos provocaron la edición de “Mancha Registrada” en España. La banda volvió en abril de 2002, ya con "Cómo estamos hoy...» sonando en las radios, y con una gira excepcional de un mes que permitió recorrer toda España. El grupo también estuvo en programas de TV como “Crónicas Marcianas”, “Set de Nit” y “City TV” en Barcelona, entre otros. Ese fue el primer vínculo grande con el público español.
La banda se presentó en Málaga, Valencia y Madrid (España) y en Coímbra y Povo (Portugal), para luego trasladarse a los Estados Unidos, donde actuó en Nueva York, Manhattan y Los Ángeles.
De regreso a la Argentina y tras haber visto trunca su participación en la entrega de los Grammy Latinos (suspendida a raíz de los atentados del 11 de septiembre), Super Ratones inició, el 19 de septiembre ante 3000 espectadores en la Universidad del Litoral de Santa Fe su recorrido universitario, que también pasó por universidades de Córdoba, Mendoza, Tucumán, La Plata, Buenos Aires, Lomas de Zamora y Rosario.

"Durante todos estos años de carrera nunca nos hemos propuesto grandes metas. Todo lo hicimos con mucho sacrificio. Hoy queremos crecer bien en la parte musical, lograr el equilibrio y hacer buenos discos, sin dejar nada de lado. Desde 'Barbara Anne' hasta hoy, el balance es más que positivo y la gente es la principal destinataria".
Mario Barassi, diciembre de 2000

Las pistas 14 a 23 están en silencio, hasta que en la 24 aparece un track oculto denominado "Jam»On". 
El arte de tapa de Mancha registrada estuvo a cargo del reconocido escultor, pintor y artista plástico argentino Carlos Regazzoni.

## Lista de canciones
| N.º | Título                      | Autores y compositores | Duración |
| --- | --------------------------- | ---------------------- | -------- |
| 1.  | «Como Un Fantasma»          | Blanco / Properzi      | 3.48     |
| 2.. | «Cómo Estamos Hoy...»       | Blanco / Properzi      | 2.40     |
| 3.  | «Otro Día En La Vida»       | Blanco / Properzi      | 3.45     |
| 4.  | «Decime Qué Te Hicieron»    | Barassi                | 3.14     |
| 5.  | «Cosas Perdidas»            | Blanco / Properzi      | 4.48     |
| 6.  | «El Peso Del Mundo Es Amor» | Blanco / Properzi      | 7.02     |
| 7.  | «Cornalitos Fritos»         | Blanco / Properzi      | 3.00     |
| 8.  | «Más Allá Del Sol»          | Blanco / Properzi      | 4.27     |
| 9.  | «Estuve Ahí»                | Barassi                | 3.11     |
| 10. | «Bajo El Reflector»         | Blanco / Properzi      | 3.22     |
| 11. | «Ricky»                     | Blanco / Properzi      | 4.55     |
| 12. | «Adonde»                    | Blanco / Properzi      | 4.39     |
| 13. | «Yo Sigo»                   | Blanco / Properzi      | 6.03     |
| 24. | «Jam On» (pista oculta)     | N/D                    | 4.15     |

## Sencillos
- Cómo estamos hoy...
- Bajo el reflector
- Decime qué te hicieron
- Otro día en la vida

Los sencillos fueron lanzados solo para difusión radial.

## Premios
- Nominación al Latin Grammy 2001 en la categoría Mejor Interpretación Vocal Rock Duó O Grupo.
- Nominación al Premio Gardel 2001 en la categoría Mejor Grupo Pop.
- Nominación al Premio Gardel 2001 en la categoría Canción del Año (por "Cómo Estamos Hoy...»).

## Músicos

### Super Ratones
- Fernando Blanco: bajo, guitarra, voces y coros.
- Oscar Granieri: guitarras y charango.
- Person (José Luis Properzi): batería, guitarra, clavinet, órgano Hammond, voces y coros.
- Mario Barassi: guitarras, voces y coros.

### Invitados
- Agustín Insausti: teclados.
- Jorge Maronna (Les Luthiers): guitarra española en "Cosas perdidas».
- Juanchi Baleirón (Los Pericos): bajo en "Cosas perdidas» y guitarra a lo largo de todo el disco.
- Marcelo Blanco (Los Pericos): percusión.
- Axel Krygier: bandoneón en "Yo sigo», «El peso del mundo es amor» y piano en «Cosas perdidas».
- Alejandro Terán: violas y arreglos de cuerdas en "Otro día en la vida», «Adonde» y «Estuve ahí».
- Eduardo Bergallo: theremín en "El peso del mundo es amor».
- Dmitri Rodnoy: chelo.
- Katya Lartchenco: violín.
- Javier Casella: violín.
- Ralph Tuero: gaitas (Highland Bagpipes) en "Decime qué te hicieron».
- Esteban Balaguer Trelles: arpa de boca en "El peso del mundo es amor».
- Julio Clark (La Mosca): saxo tenor y barítono.
- Marcelo Lutri (La Mosca): trombón.
- Raúl Mendoza (La Mosca): primera trompeta.
- Pablo "Chivia» Tisera (La Mosca): segunda trompeta.
- Participan en el Jam: Lautaro Cotet (batería), Elio Risso, Luis Callegari (ruidos y samplers), Claudio Kleiman (guitarra), Horacio Avendaño (voz), Gastón Bernardou (percusión) y "La Mosca» Lorenzo (percusión).